# Langues polynésiennes nucléaires
Cet article est sans lien avec les essais nucléaires français en Polynésie.
Les langues polynésiennes nucléaires sont un sous-groupe des langues polynésiennes. Issues du proto-polynésien, elles diffèrent des langues tongiques qui se sont distinguées plus tôt que le reste des langues polynésiennes. Glottolog liste 36 langues dans ce groupe.

## Classification
En 2000, Jeffrey Marck classes les langues suivantes parmi les langues polynésiennes nucléaires, dont se détache un groupe proto-éllicéen (les îles Ellice sont l'ancien nom des Tuvalu).
- Proto-polynésien nucléaire
  - Pukapuka
  - Wallisien
  - Futunien
  - Fagauvea
  - Futuna-Aniwa
  - Emae
  - Mele-Fila
  - Tikopia
  - Anuta
  - Rennell-Bellona
  - Proto-éllicéen
    - Samoan
    - Exclaves éllicéennes (Elicean outlier)
    - Langues polynésiennes orientales

La classification de Marck contraste avec celle traditionnellement admise jusque là de Pawley et Green (1966, 1967, 1988). Ces derniers classaient les langues polynésiennes nucléaires en deux groupes : les langues samoïques-outlier d'un côté, et les langues polynésiennes orientales de l'autre. Ce groupe samoïque est contesté par Marck, qui estime qu'un certain nombre de langues du groupe nucléaire ne peuvent pas être classées plus précisément faute de données.
La linguiste Claire Moyse-Faurie note que « le futunien apparaît comme la langue polynésienne la plus conservatrice, ayant gardé intactes toutes les consonnes du proto-polynésien nucléaire ».